# Monòlit en memòria a les persones represaliades pel franquisme per la seva opció sexual
El monòlit en memòria a les persones represaliades pel franquisme per la seva opció sexual és una escultura de Koldobika Jáuregui col·locada a la població biscaïna de Durango, al País Basc, a l'any 2009, per recordar les persones «perseguides i represaliades pel règim franquista a causa de la seva opció sexual i afectiva i que van lluitar sota aquest règim per viure-la en llibertat».

## Antecedents
Inicialment, el règim de Franco no es va ocupar dels homosexuals, però a partir del 15 de juliol de 1954, després de l'aprovació de la modificació de la «Ley de vagos y maleantes» (Llei de dropos i malfactors) que incloïa als homosexuals, va començar a augmentar notablement la persecució dels anomenats «violetas».

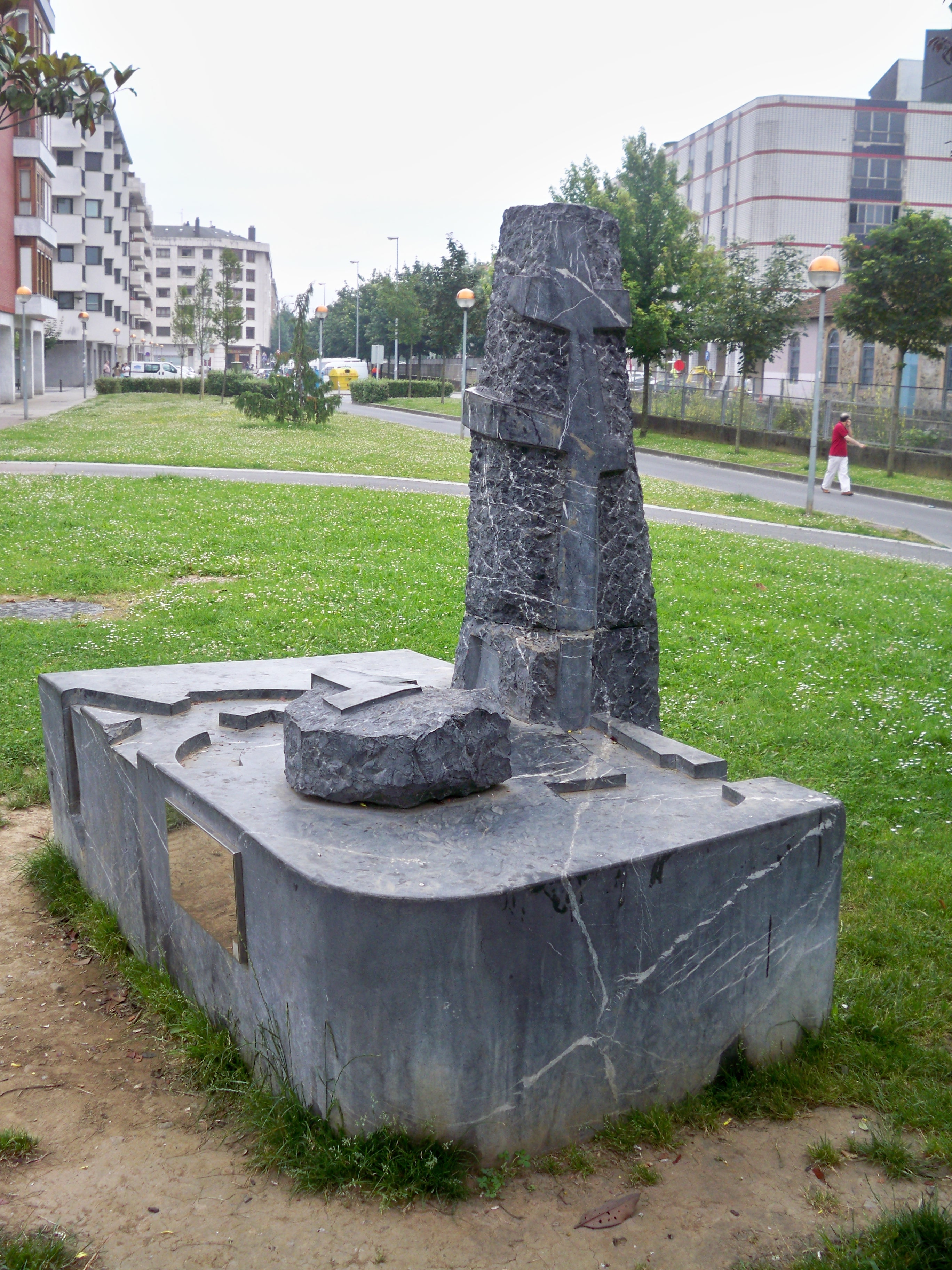
Vista lateral del monument

Segons Amnistia Internacional, els establiments de treball i colònies agrícoles eren autèntics camps de concentració, en la qual els presos havien de treballar sota condicions inhumanes fins a caure esgotats i sofrien pallisses, càstigs corporals i fam. Una d'aquestes colònies agrícoles, en Tefía (Fuenteventura), va servir per recloure persones per la seva orientació sexual entre 1954 i 1966; als confinats se'ls feia treballar fins a l'extenuació i eren sotmesos a maltractaments habituals per part dels funcionaris.
Un total d'unes 5.000 persones van ser detingudes per tenir un comportament gai durant el franquisme. L'Església i la medicina van col·laborar amb el règim per a eliminar qualsevol espai de dignitat per als homosexuals.
Més tard, ja en 1970, la «Ley de peligrosidad y rehabilitación social» (Llei sobre perillositat i rehabilitació social) va donar l'enfocament de «tractar» i «guarir» l'homosexualitat. Es van establir dos penals, un a Badajoz (a on s'enviaven els passius) i un altre a Huelva (on s'enviaven els actius), a més, en algunes presons solia haver-hi zones reservades per als detinguts homosexuals. En aquests establiments s'intentava canviar l'orientació sexual dels presos mitjançant teràpia d'aversió: després estímuls homosexuals es donaven descàrregues elèctriques, que cessaven quan hi havia estímuls heterosexuals.
D'una trobada casual el 1976, durant una visita a la Fira del llibre i disc bascos a Durango, Imanol Álvarez i el seu amic Antonio Quintana van decidir crear «Euskal Herriko Gay-Les Askapen Mugimendua» (Moviment d'Alliberament Gai-Les d'Euskal Herria), més conegut com a EHGAM, l'associació LGBT més important del País Basc. Inicialment s'havia plantejat col·locar el monòlit al desembre de 2006, en record del 30è aniversari de la fundació de EHGAM.

## Inauguració
L'escultura es va inaugurar el dissabte 16 de maig de 2009, dia anterior al Dia Internacional Contra l'Homofòbia, la Transfòbia i la Bifòbia, en el seu lloc definitiu, al costat de la seu actual (2011) de la Fira del llibre i disc bascos de Durango, en el pavelló multiusos Landako. Van acudir la consellera d'ocupació i assumptes socials, Gemma Zabaleta, i alguns regidors del PNB, PSE-EE i Aralar.
Imanol Álvarez va recordar als perseguits pel «simple fet d'estimar de forma diferent», afirmant que «hem sigut els grans oblidats, les altres víctimes». La consellera d'ocupació i assumptes socials va recordar que en nombrosos països l'homosexualitat encara està condemnada a mort.

## Descripció

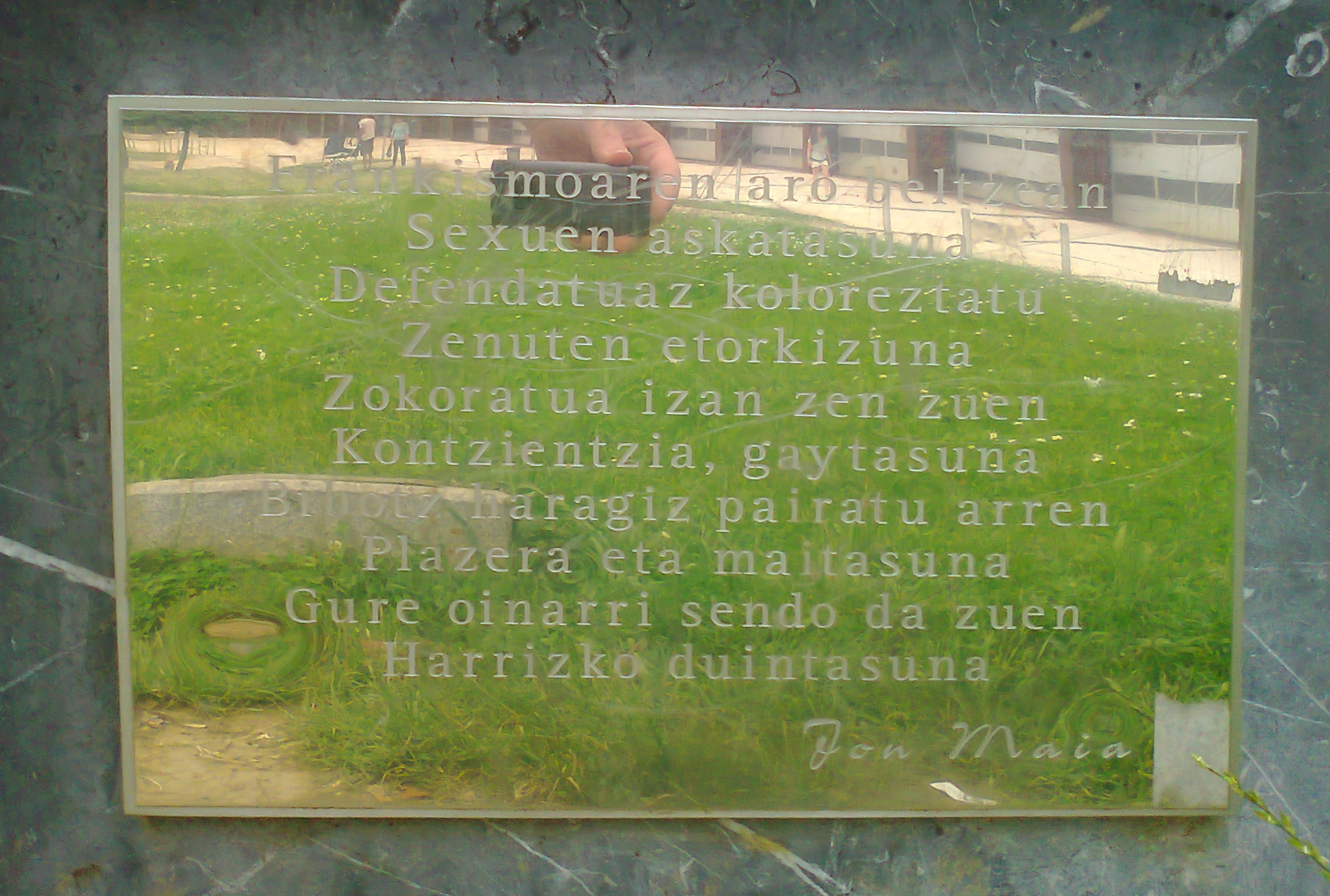
Detall de la placa amb la poesia de Jon Maia

Es tracta d'un monòlit realitzat en marbre de tons grisos foscos amb algunes vetes blanques. Consta d'una planta rectangular, la part superior està llaurada amb solcs irregulars, i en el frontal s'erigeix un «menhir» a on sobresurt una gran «G» invertida.
Sobre la base rectangular, que té les cantonades del lateral esquerre arrodonides, hi ha una roca més petita amb una forma de «T» que sobresurt i que perllonga el solc que arriba fins a ella.
Al lateral posterior del monument hi ha una placa daurada en la qual poden llegir-se uns versos en basc de Jon Maia.
| «           | (basc) Frankismoaren aro beltzean sexuen askatasuna defendatuaz koloreztatu zenuten etorkizuna. Zokoratua izan zen zuen kontzientzia, gaytasuna. Bihotz-haragiz pairatu arren plazera eta maitasuna, gure oinarri sendo da zuen harrizko duintasuna. | (català) En la negra època del franquisme la llibertat dels sexes defensàveu, colorejant el vostre futur. Va ser arraconada la vostra consciència, el vostre ser gai. Malgrat el vostre sofriment al cor i a les carns pel plaer i l'amor, és la nostra base més sòlida la vostra pètria dignitat. | » |
| — Jon Maia. | | |   |